# 封禅
封禅（ほうぜん）は、帝王が天と地に王の即位を知らせ、天下が泰平であることを感謝する儀式である。
始皇帝以前には72人の帝王がこの儀式を行ったと『史記』には伝えられている。その歴史は三皇五帝によって執り行われたのを最初としているが、伝説の時代であるため詳細は不明である。始皇帝以後では、前漢の武帝や北宋の真宗など十数人が、この儀式を行ったと伝えられている。

## 概略
封禅の儀式は、封と禅に分かれた2つの儀式の総称を指し、土を盛って檀を造り天をまつる「封」の儀式と地をはらって山川をまつる「禅」の儀式の2つから構成されていると言われている。
司馬遷の『史記』（巻二十八封禪書第六）の注釈書である『史記三家注』によれば、
「正義：此泰山上築土為壇以祭天，報天之功，故曰封。此泰山下小山上除地，報地之功，故曰禪（『史記正義』には、泰山の頂に土を築いて壇を作り天を祭り、天の功に報いるのが封で、その泰山の下にある小山の地を平らにして、地の功に報いるのが禅だ、とある）」
『史記三家注』では続いて『五経通義』から「易姓而王，致太平，必封泰山（王朝が変わって太平の世が至ったならば、必ず泰山を封ぜよ）」という言葉を引用している。
天命を受けた天子の中でも功と徳がある者のみが執り行う資格を持つとされ、『史記』そのものには、斉の桓公がこれを行おうとして、管仲が諫める場面があり、管仲が神農・炎帝から周の成王に至る古来封禅を行った帝王を列挙して説得するという記述があり、これが前述の始皇帝以前の封禅の有無を推論する際の論拠となっている。
秦の始皇帝が皇帝になったのちの紀元前219年に、泰山で封禅の儀を行ったが、このとき既に古い時代の儀式の知識は失われており、儒学者などを集めて封禅の儀式について研究させたが、各自意見がまちまちでまとまらず、結局我流でこれを執り行ったと伝えられている。その儀式の内容は秘密とされており、実際に何が行われたかはよく分かっていない。

## 泰山で封禅の儀式を行った君主
晋元明以外の統一王朝では、実施した皇帝がいる。

### 秦
- 始皇嬴政 始皇28年（紀元前219年） 封泰山、禅梁父山
- 二世嬴胡亥 二世皇帝元年（紀元前209年） 登封泰山

### 前漢
- 武帝劉徹
  - 元封元年（紀元前110年） 封泰山、禅粛然山
  - 元封2年（紀元前109年） 封泰山、祠明堂
  - 元封5年（紀元前106年） 封泰山、祠明堂
  - 太初元年（紀元前104年） 封泰山、禅蒿里山
  - 太初3年（紀元前102年） 封泰山、禅石閭山
  - 天漢3年（紀元前98年） 封泰山、祠明堂
  - 太始4年（紀元前93年） 封泰山、禅石閭山
  - 征和4年（紀元前89年） 封泰山、禅石閭山

### 後漢
- 光武帝劉秀 建武32年（56年） 封泰山、禅梁父山
- 章帝劉炟 元和2年（85年） 柴祭泰山、祠明堂
- 安帝劉祜 延光3年（124年） 柴祭泰山、祠明堂

### 隋
- 文帝楊堅 開皇15年（595年） 壇設祭泰山

### 唐
- 高宗李治 乾封元年（666年） 封泰山、禅社首山
- 玄宗李隆基 開元13年（725年） 封泰山、禅社首山

### 宋
- 真宗趙恒 大中祥符元年（1008年） 封泰山、禅社首山

### 清
- 聖祖玄燁
  - 康熙23年（1684年） 祭祀泰山
  - 康熙42年（1703年） 祭祀泰山
- 高宗弘暦 乾隆13年（1748年）から乾隆55年（1790年）までの間に前後10回の祭祀泰山を行った。

## 泰山以外で封禅を行った君主

### 三国呉
- 孫晧
  - 天璽元年（276年）、離墨山を国山として行った。史跡として封禅国山碑が残る

## 文物
泰山（山東省泰安市）のふもとには、岱廟（＝東岳廟）という道観（道教寺院）がある。そこでは、北宋・真宗の「大宋東嶽天斉仁聖帝碑」を始めとし、徽宗の「宣和重修泰嶽廟記碑」、李斯碑など、様々な封禅関係の遺物を観ることが出来る。
また、禅が行われた場所には主な所として、梁父山・社首山（＝蒿里山）が挙げられる。1931年（民国20年）、軍閥の馬鴻逵がここにあった道観を破壊したとき、唐宋代の禅に用いられた玉函＝（禅地玉冊と玉嵌片）が見つかった。玉函は、鴻逵と共にアメリカへ渡った後、彼の没後の1970年、夫人が台湾の国立故宮博物院へ寄贈し、それが今日展示されている。